# 786
786（七百八十六）是自然数，位於785和787之間。

## 性質
- 合數，正因數有1、2、3、6、131、262、393和786。
質因數分解為{\displaystyle 2\times 3\times 131}。
- 過剩數，真因數和為798，盈度為12。
  - 半完全數，和為本身的其中一組因數為131、 262、 393。
- 不尋常數，大於平方根的質因數為131。
- 第54個佩服數，相減後為本身的因數為6。前一個為762、下一個為812。
- 無平方數因數的數。
- 楔形數。
- 十进制的奢侈數。
- 是一个在4、5、7、14和16進位的哈沙德数
- 真因數的總和為510
- 以498為首項的真因子和數列的其中一項：498, 510, 786, 798, 1122, 1470, 2634, 2646, 4194, 4932, 7626, 8502, 9978, 9990, 17370, 28026, 35136, 67226, 33616, 37808, 40312, 35288, 37072, 45264, 79728, 146448, 281166, 281178, 363942, 424638, 526338, 722961, 321329, 1, 0

## 區域碼
786是美國邁阿密-戴德縣的區域碼。

## 外部連結
- e-786.com Permissible to write 786（页面存档备份，存于）
- United Submitters analysis of 786